# Sant Serni de Buseu
Sant Serni de Buseu és una església parroquial romànica del poble de Buseu, pertanyent al terme de Baix Pallars, del Pallars Sobirà. Pertangué a l'antic terme de Baén.
Té categoria de parròquia, de la qual depenien les esglésies sufragànies de Sant Sebastià de Buseu i Useu, però actualment és portada des de la parròquia de Sort.

## Notícia històrica
En les formes llatinitzades Boisice, Buiseze i Busece, l'església de Buseu apareix documentada ja des del 817, i encara amb la forma antiga de Buseç apareix el 1089. Tant el lloc com l'església són presents, doncs, en força documents medievals. Sant Serni, o Sadurní, de Buseu apareix lligat a Santa Maria de Gerri des del 1139.

## Descripció
És una església d'una sola nau amb absis a llevant, tot dins de les característiques línies del romànic del segle xi. L'absis, que s'obre a la nau a través d'un arc que forma simplement un plec, està 
decorat amb arcuacions llombardes, de les quals les dues darreres del costat nord han estat eliminades en alguna reforma. La coberta original, de la qual es conserva encara el ràfec, era de lloses, que van ser substituïdes més tardanament per teules. Tota la coberta, tant de la nau com de l'absis, és a dos vessants.
Com en moltes esglésies, la porta original, a migdia, fou paredada i substituïda per una altra al mur de ponent. L'arc de l'original és de mig punt, de lloses en forma de plec de llibre. A la façana occidental, damunt de la porta actual, hi ha una obertura d'ull de bou; damunt seu, un campanar d'espadanya de dos ulls, de la mateixa època del trasllat de la porta.
L'absis presenta una finestra central de doble biaix, cegada per la part de dintre, amb extradós fet per una doble filera de pedres planes petites. Les arcades llombardes són fetes de pedra tosca. L'interior del temple és del tot arrebossat, cosa que només permet apreciar la volta de canó i un arc toral a mitja nau. El conjunt és de la primera meitat del segle xii.
L'aparell és de carreus senzills, característics de les obres romàniques rurals de la segona meitat del segle xi i primera meitat del xii. Conserva en alguns llocs restes de l'arrebossat 
original.